# Tachrichim
Tachrichim je pohřební rubáš, do něhož jsou oblékáni muži pohřbívaní po židovském způsobu. Jméno oděvu doslova hebrejsky znamená zahalit, zabalit.